# ستورم دي هيرش
ستورم دي هيرش (بالإنجليزية: Storm de Hirsch)‏ هي مخرجة أمريكية، ولدت في 1912، وتوفيت في 2000.